# Romeo Lemboumba
Romeo Braexir Lemboumba (* 19. Mai 1980 in Libreville) ist ein Boxer aus Gabun und Olympiateilnehmer von 2012 im Bantamgewicht.

## Boxkarriere
Er gewann Bronzemedaillen bei den Afrikanischen Meisterschaften 2007 und 2011, sowie dem Afrikanischen Nationencup 2010 und 2012. 2009 nahm er an den Weltmeisterschaften in Mailand teil, unterlag jedoch in der zweiten Vorrunde gegen Tulaschboi Donijorow aus Usbekistan (4:11). Bei der Afrikanischen Olympiaqualifikation 2012 in Casablanca besiegte er Bruno Julie, Mauritius und Bilel M'Hamdi, Tunesien, ehe er erst im Halbfinale gegen Aboubakr Lbida, Marokko knapp mit 14:15 ausschied und sich somit qualifizieren konnte.
Bei den Olympischen Spielen 2012 in London verlor er jedoch noch den ersten Kampf gegen William Encarnación aus der Dominikanischen Republik (6:15).